# Sirijski Kurdistan
Sirijski Kurdistan, Rožava ili Zapadni Kurdistan, službeno i Demokratska federacije Sjeverne Sirije, de facto samoproglašena paradržava na sjeveru i istoku Sirije, dio povijesnog prostora Kurdistana.

## Uređenje
Rožava je izgrađena na temeljima sekularizma, načelima tzv. demokratskog konfederalizma s obilježjima feminizma, socijalizma i liberalizma. Njezino uređenje temelji se na libertarijansko-socialističkoj politici bezdržavne izravne demokracije vrlo bliske anarhokomunističkom uređenju Španjolske netom prije Španjolskog građanskog rata 1936. godine.
Radi potpnog napuštanja patrijarhalne tradicije svih nastanjenih naroda (Kurda, Arapa i Turkmena) sklonih revolucionarnim pokretima socijalizma i komunizma, na mjesnim, područnim i državnim ustanovama uspostavljene su ženske ustanove i žensko-muško dopredsjedništvo, na kojemu se temelji politički sustav zemlje. Stvorena je kao svojevrsni odgovor na kapitalizam zbog čega je prozvana "socijalističkom utopijom", dok ju kritičari prozivaju "totalitarističkom" zog izraženih obilježja ljevičarskog terorizma u vojno-političkom uređenju i nametanja multikulturalizma na područje višetisućljetne narodne tradicije.

## Zemljopis
Rožava je dio Plodnog polumjeseca, smještena zapadno od rijeke Tigris uzduž turske granice. Sastoji se od tri, prostorno razdojena, kantona, koji čine mali dio sjevera Sirije koji vlasti prisvajaju:
- Kanton Jezira (Jazira)
- Kanton Kobaní
- Kanton Afrin

Prostor kantona Jezira graniči s autonomijom Iračkog Kurdistana. Uz navedene kantone, vlasti Rožave pod područja pod svojim upravljanjem ubrajaju i prostor Shahbe, na sjeverozapadu Sirije uz tursku granicu. Svi kantoni nalaze se na približno 36 i pol stupnjeva sjeverne zemljopisne širine. Uglavnom se radi o ravnom polupustnjskom području uz iznimku Kurdskih planina na sjeverozapadu.